# نیلوفرانه (مجموعه تلویزیونی)
نیلوفرانه یک مجموعه تلویزیونی محصول سال ۱۳۷۸ به کارگردانی هوشنگ هدایتی، نویسندگی جمشید کاویانی و تهیه‌کنندگی هوشنگ هدایتی می‌باشد که از شبکه سه پخش شد. این برنامه به صورت جنگ و قطعات نمایشی می‌باشد.

## بازیگران
- بهراد خرازی
- بیژن پیشدادی
- حسین رفیعی
- سعید آشوری
- سیاوش مفیدی
- علی لک‌پوریان
- علیرضا آلادین
- مهرداد مصلحی
- مهنوش صادقی
- نادر سلیمانی
- یوسف تیموری